# 액티브X
액티브X(ActiveX)는 마이크로소프트사가 개발한 재사용 가능한 객체지향적인 소프트웨어 구성 요소 개발에 사용되는 기술이다. 액티브X는 컴포넌트 오브젝트 모델과 객체 연결 삽입 (OLE)을 적용해 WWW으로부터 다운로드받은 컨텐츠들을 이용하는 데 이용된다. 액티브X는 전반적인 기술 혹은 기술을 구현하는데 필요한 구성요소를 가리키며, 액티브X컨트롤은 액티브X를 이용해 만든 작은 프로그램을 말한다. 대부분 액티브X는 인터넷 익스플로러의 플러그인을 만드는 데 사용된다.
액티브X는 마이크로소프트 엣지의 "인터넷 익스플로러 모드"(구글의 크로미엄 프로젝트를 기반으로 하기 때문에 호환되지 않는 다른 확장 시스템이 있음)에서 계속 지원된다.

## 액티브X 컨트롤
액티브X 컨트롤은 액티브X를 이용해 만든 응용 프로그램을 말한다. 각각의 액티브X 컨트롤은 독립된 사용자 인터페이스를 가지는 COM 서버로서 동작하며 주로 인터넷으로 배포되어 웹 브라우저를 통해 실행된다. 이를테면 애니메이션을 보여주고 특정한 종류의 파일을 보여 주고 데이터를 수집하는 맞춤식의 응용 프로그램들이 이에 속한다.
어떠한 면에서 액티브X 컨트롤은 자바 애플릿과 비슷하다. 프로그래머들은 액티브X 컨트롤이나 자바 애플릿을 사용하여 웹 브라우저가 해당 프로그램을 다운로드하여 실행게 한다. 자바 애플릿과 액티브X 컨트롤의 차이점은 다음과 같다.
- 자바 애플릿은 거의 모든 플랫폼에서 실행할 수 있지만 액티브X 구성 요소는 공식적으로 마이크로소프트의 인터넷 익스플로러 웹 브라우저와 마이크로소프트 윈도우 운영 체제에서만 동작하고,[3] 바이너리 형태로 배포되기 때문에 인텔 x86 CPU가 필요한 경우가 많다.[1] 컴퓨터 바이러스와 스파이웨어와 같은 악성 코드는 액티브X 컨트롤을 이용하면 악성 사이트로부터 뜻하지 않게 설치될 수 있다. (이를 드라이브 바이 다운로드라 부른다)
- 액티브X 컨트롤은 자바 애플릿과는 다르게 코드 실행에 대한 제약이 적기 때문에, 보안이 취약해 소프트웨어와 데이터를 손상시킬 수 있는 위험성이 있다. 이를 위해 마이크로소프트는 등록 시스템을 개발하여, 브라우저가 액티브X 컨트롤을 다운로드하기 전에 해당 컨트롤의 디지털 서명과 인증서를 확인하고, 적절한 프로그램인지 인증할 수 있게 하였다.

프로그래머들은 액티브X 컨트롤을 다음의 언어/환경을 포함하여, COM 구성 요소 개발을 지원하는 어떠한 언어로도 기록할 수 있다.
- ATL 또는 MFC와 같은 라이브러리의 도움을 받거나 C++를 직접 이용하여 사용할 수 있다.[4]
- 볼랜드 델파이
- 비주얼 베이직

## 역사
OLE 2.0이 복잡하고 MFC에서 COM을 거의 지원하지 않는 문제가 일자 마이크로소프트는 이들을 더 단순하게 만들기 위한 규격을 세워서 1996년에 액티브X라는 이름으로 기술을 다시 상품화하였다. 이렇게 단순화한 뒤에도 사용자들은 컨트롤에 여섯 가지 핵심 인터페이스를 추가할 것을 요구 받았다. 이에 대응하여 마이크로소프트는 마법사, ATL 기반 클래스, 매크로, C++ 언어 확장을 만들면서 컨트롤을 더 간단히 기록할 수 있게 만들어 놓았다.
인터넷 익스플로러 3.0 (1996년)을 기점으로 마이크로소프트는 HTML 콘텐츠 안에 액티브X 컨트롤을 관리할 수 있는 지원을 추가하였다. 브라우저가 OBJECT 태그를 통하여 액티브X 컨트롤을 지정한 페이지를 발견하면 사용자의 간섭 없이 컨트롤을 자동으로 내려받아 설치하였다. 이로써 웹을 더 풍성히 만드는 데 기여하긴 하였으나 윈도우에서만 실행한다는 호환성 문제와 더불어 보안 문제까지 나타나게 되었다. 마침내 마이크로소프트는 액티브X를 포함한 브라우징을 더 안전하게 만들기 위하여 보안 기준을 도입하였다.
- 설치 패키지 (CAB 파일과 실행 파일)의 디지털 서명이 필요하다.
- 컨트롤은 스크립팅을 위하여 이들이 안전하다는 것을 분명하게 선언하여야 한다.
- 기본 보안 설정을 크게 높였다.
- 인터넷 익스플로러는 악성 컨트롤의 차단 목록을 관리한다.

액티브X는 마이크로소프트가 자체적으로 호환성에서 기술적으로 자사의 웹표준을 지향하는 엣지 브라우저에서 이에 관한 기능을 지원하지 않는다.

## IE가 아닌 응용 프로그램에서의 액티브X
굳이 인터넷 익스플로러를 사용하지 않고서라도 액티브X 콘텐츠를 실행할 수 있다. (이를테면 와인을 설치하는 등) 그 밖의 다른 방법은 다음과 같다:
- FX ActiveX 호스트는 윈도용 모질라 파이어폭스에서 액티브X 컨트롤을 실행할 수 있다.
- 모질라 ActiveX 컨트롤 은 2005년 말에 최신으로 업데이트되었으며 파이어폭스 1.5에서 실행한다.

## 다른 액티브X 기술
마이크로소프트는 액티브X 객체를 사용하여 많은 제품과 소프트웨어 플랫폼을 개발하였으며, 지금도 여전히 많이 사용되고 있다.
- 액티브엑스 데이터 오브젝트(ADO)
- ASP
- DirectShow
- 컬래버레이션 데이터 오브젝트(CDO)
- 액티브 스크립팅
- 고급 시스템 포맷(ASF)

## 개선 노력
- 2010년 2월 모질라 재단은 대한민국의 인터넷 사용자들에게 액티브X의 퇴치 운동을 권유하였다.[9]
- 2010년 3월 7일 행정안전부는 금융거래시 공인인증서만 보안 프로그램으로 인정하고 있는 규제를 폐지하기로 하였다. 이로 인해 액티브X가 실행되지 않는 스마트폰에서도 인터넷 뱅킹이 가능하게 되었다.[10] 그러나, 금융위원회는 전자금융거래법 시행령 개정을 검토한 바 없다고 밝혔다.[11]
- 2010년 4월 20일 네이버는 액티브X를 퇴출하고 액티브X 없이 간편하게 사용할 수 있도록 변경할 것을 발표하였다. 그리고 방통위는 인터넷 이용 환경 개선 합의회를 구성하여 액티브X 퇴출을 위한 개선안을 마련하기로 하였다.[출처 필요]
- 2010년 4월 21일 네오위즈인터넷은 액티브X 퇴출을 위해 새로운 기능인 뉴벅스를 선보였다.[출처 필요]
- 2010년 7월 9일 우리은행은 대한민국 최초로 액티브X 없이 인터넷 뱅킹(우리오픈뱅킹(다른 운영체제, 다른 웹 브라우저 사용가능))을 사용할 수 있다.[12][13][14]
- 2011년 3월 30일 방송통신위원회는 액티브X 대체기술 적용 확산, 웹 브라우저 이용 다양화 및 웹환경 고도화 등을 골자로 하는 「인터넷 이용 환경 개선 추진계획」을 발표했다.[15]
- 2012년 1월 17일 방송통신위원회는 주요 100대 웹사이트의 액티브X 사용실태를 분기별로 조사·발표(1차 발표 3월말 예정)하고, 웹사이트 개선시 활용할 수 있는 ‘웹사이트 진단 시스템’을 구축해 웹 개발자나 웹서비스 제공자에게 개방할 계획이라고 발표했다.[16]
- 2012년 4월 2일 행정안전부와 방송통신위원회는 인터넷 이용편의증진 및 웹서비스 경쟁력 강화를 위해 민간 및 행정기관의 주요 웹 사이트 각각 100개를 대상으로 액티브X 사용현황을 조사했다. 대한민국의 민·관 주요 200대 사이트 중 84%인 168개 사이트에서 웹브라우저 호환성과 보안문제를 야기하는 액티브X 기술을 사용하고 있는 것으로 나타났다. 민간영역은 결제·인증(41.1%), 행정기관은 보안(40%)에서 액티브X를 가장 많이 사용하는 것으로 나타났다.[17]
- 2012년 7월 12일 행정안전부와 방송통신위원회는 1/4분기에 이어 2/4분기에도 주요 웹사이트 200개(민간 100, 행정기관 100)를 대상으로 액티브X 사용현황을 조사했다. 이번 조사에서는 IE(인터넷 익스플로러)에서만 액티브X를 사용하고 다른 웹브라우저에서는 대체기술을 제공하여 3종 이상의 웹브라우저(멀티브라우저)를 지원하는 웹사이트 현황도 함께 조사되었다. 그 결과 정부 행정기관의 100대 웹사이트 중 73%는 액티브X가 없거나 대체기술을 제공하여 3종 이상 웹브라우저에서 사용 가능한 것으로 나타났다.[18]
- 2012년 7월 12일 방송통신위원회는 대한민국의 웹 환경 개선과 인터넷 글로벌 경쟁력 강화를 위해 “차세대 웹 표준 HTML5 확산 추진계획”을 발표했다.[19]
- 2013년 4월 9일 슬로우뉴스의 일부 기자와 오픈넷의 일부 사람들, 최재천의원이 액티브엑스 폐지 서명사이트 노액티브엑스를 제안하였다. 2014년 8월 25일 기준 서명인 수는 약 만 명이다.[20]
- 2015년 6월 9일 한국인터넷진흥원과 미래창조과학부는 국내 웹사이트 운영업체 및 솔루션 업체를 대상으로 웹 표준 전환, 비표준 웹 기술 (액티브X, NPAPI) 관련정보 제공 및 개선기술 도입, 개발 지원을 추진한다고 밝혔다.[21]
- 2017년 12월 대한민국정부는 2018년 연말정산에서 액티브X 설치 없이도 이용이 가능하도록 연말정산 간소화 서비스를 진행하였다.

## 같이 보기

### 액티브 기술
1990년대 말에 마이크로소프트사는 "액티브"(Active)라는 용어를 수많은 자사 기술 속에 다시 사용하기 시작했다. 다음의 기술은 액티브엑스 자체와 관계는 없지만 비슷한 이름을 가진다:
- 액티브 채널
- 액티브 데스크톱
- 액티브 디렉터리

### 기타
- 대한민국의 웹 호환성 문제
- 크로스 플랫폼
- 오픈웹
- 김기창
- 공인인증서
- NPAPI